# Maxillariella variabilis
Maxillariella variabilis är en orkidéart som först beskrevs av James Bateman och John Lindley, och fick sitt nu gällande namn av Mario Alberto Blanco och Germán Carnevali. Maxillariella variabilis ingår i släktet Maxillariella och familjen orkidéer. Inga underarter finns listade i Catalogue of Life.

## Bildgalleri

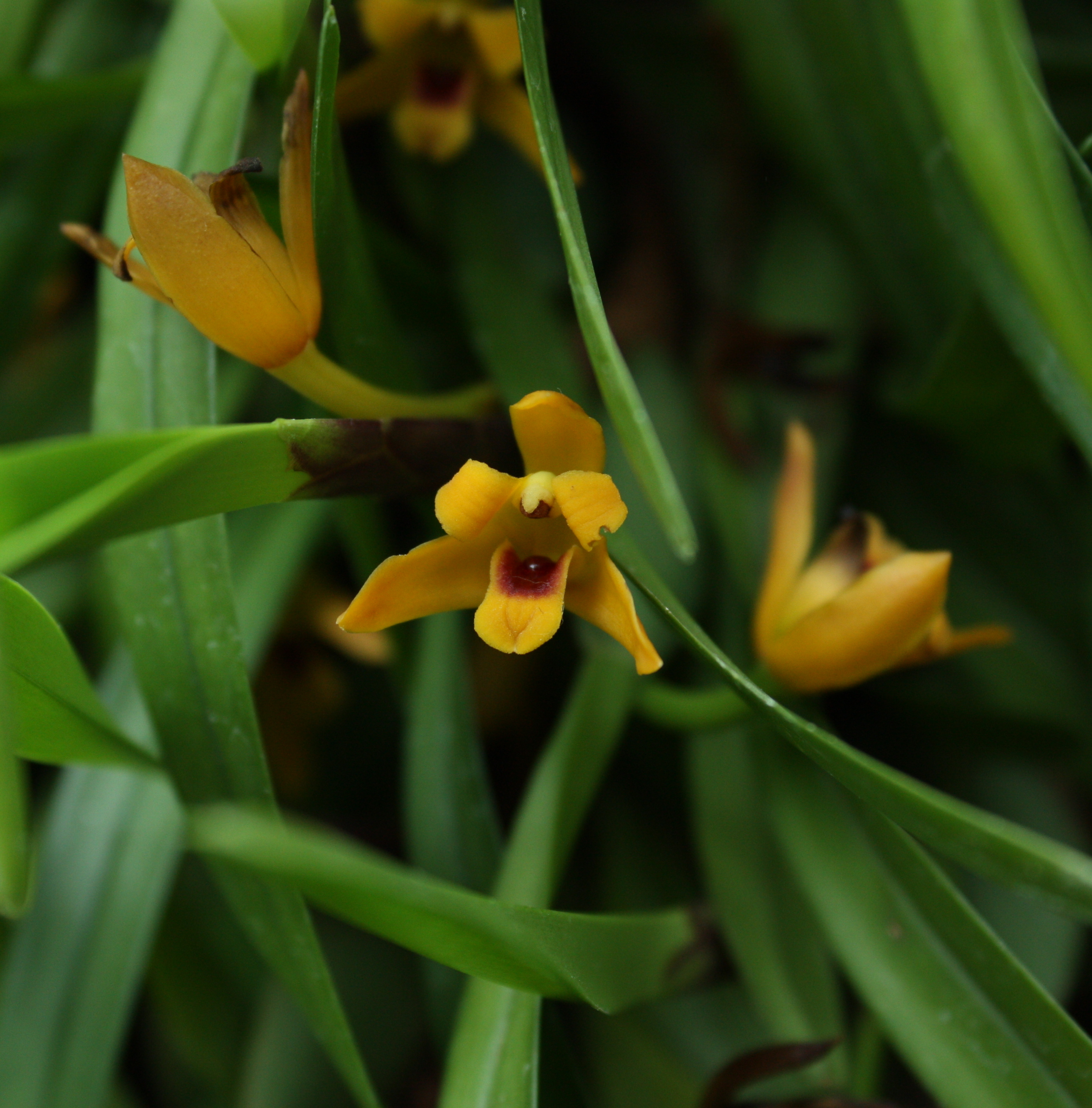
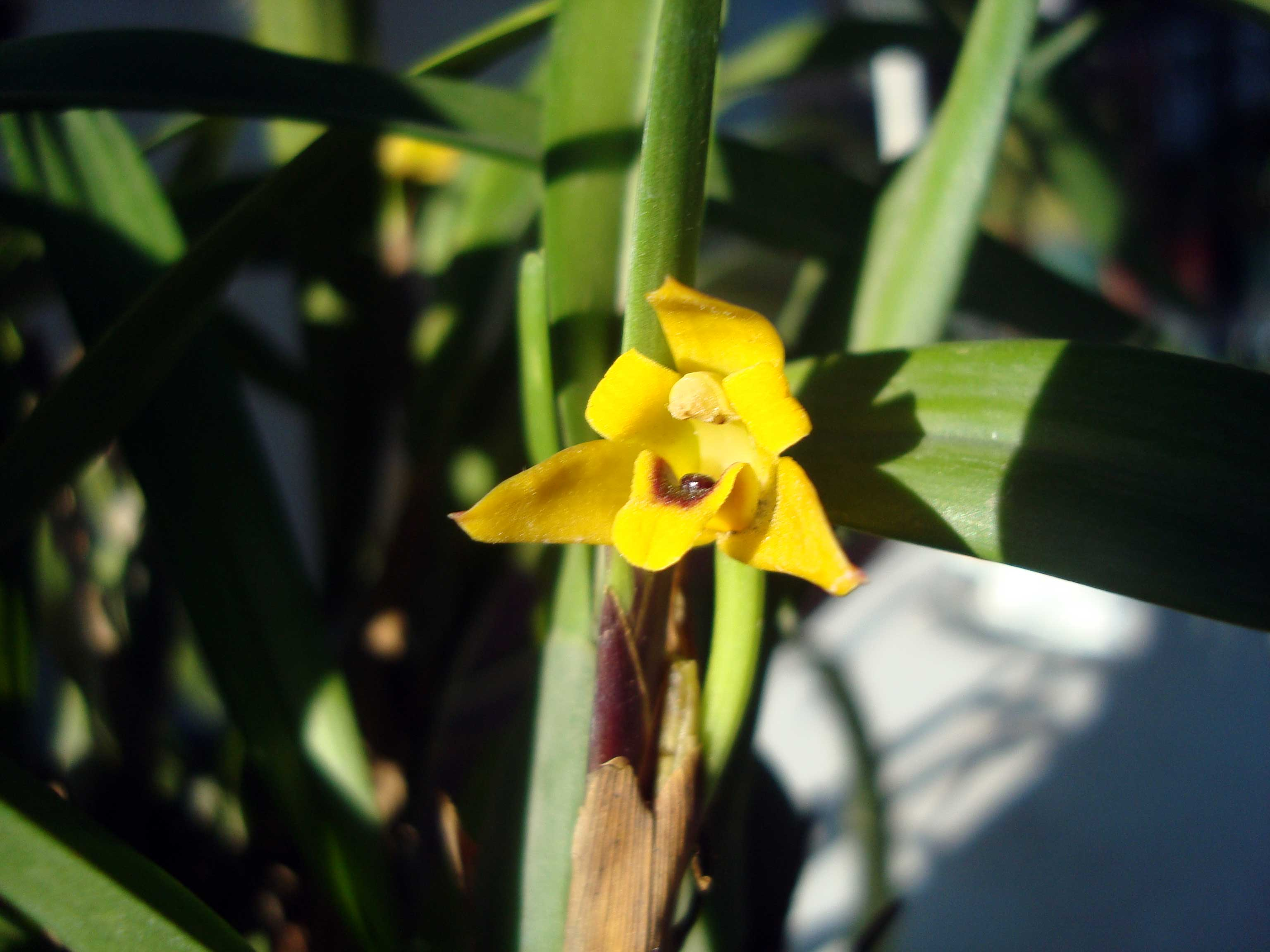
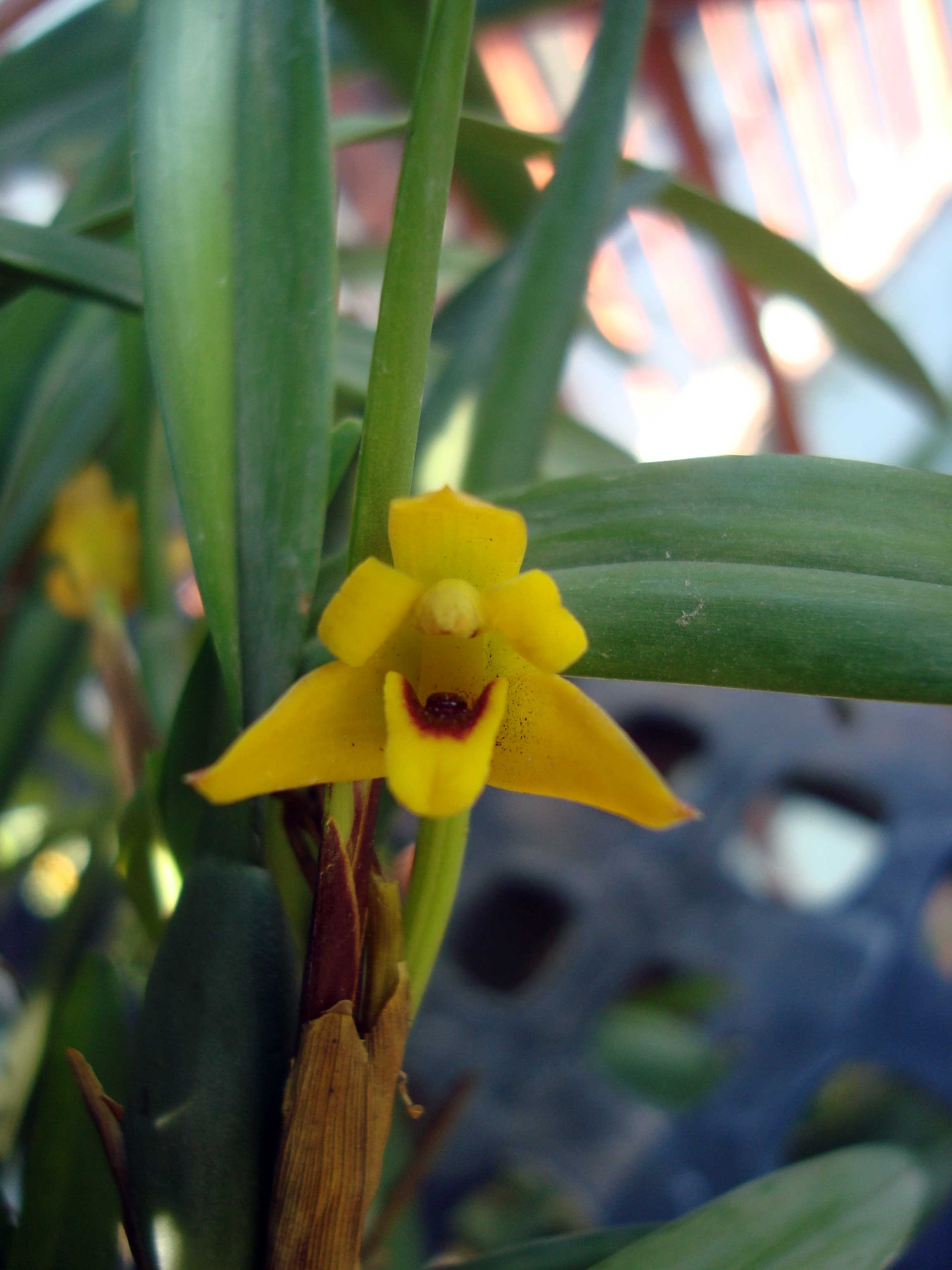
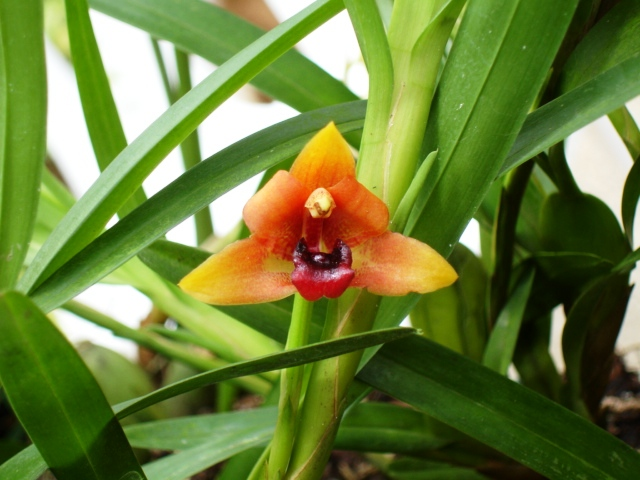
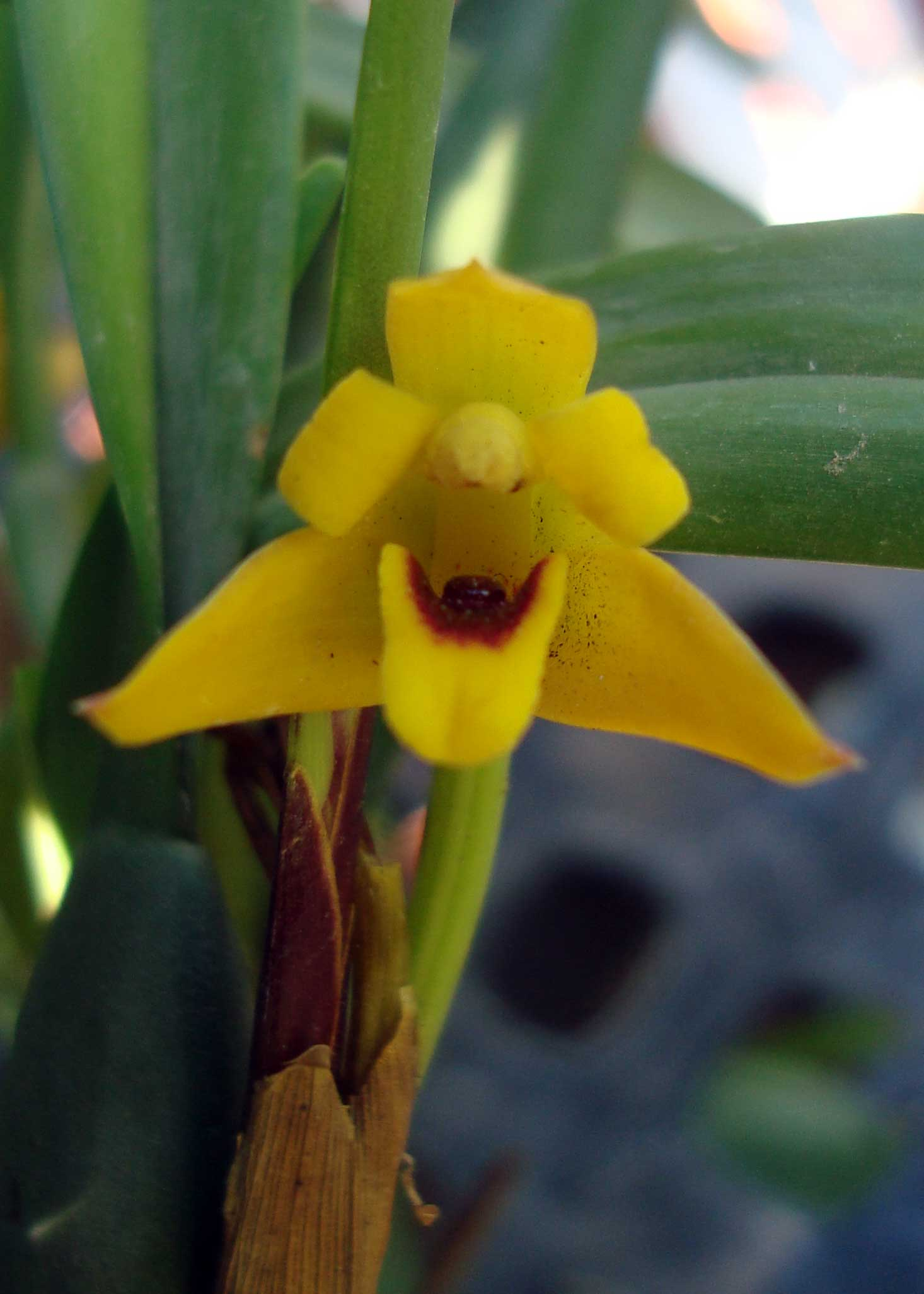
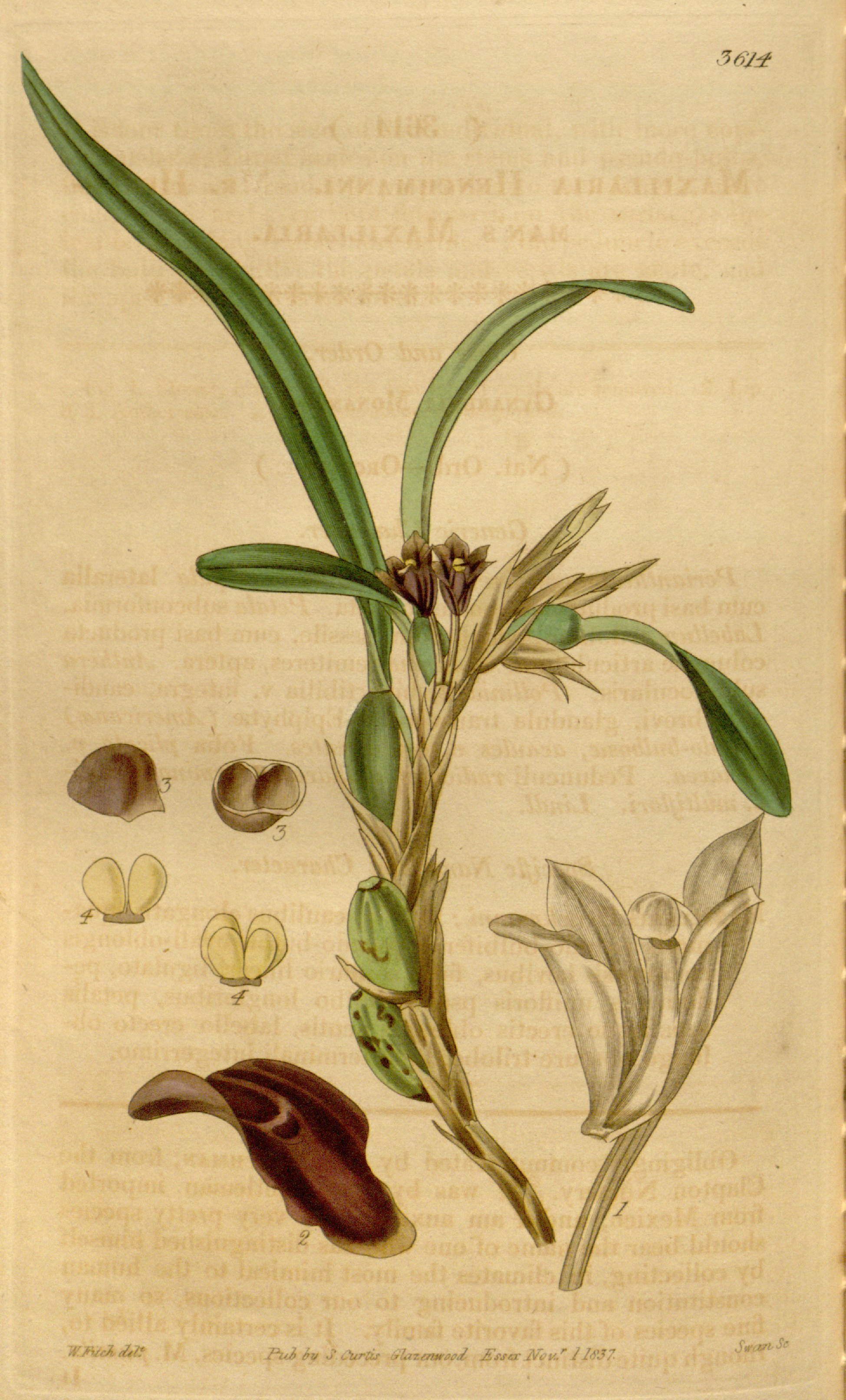